# Tzancă Uraganu
Andrei Velcu (n. 2 decembrie 1990, Ploiești, România), cunoscut cu numele de scenă Tzancă Uraganu sau Tzancă de la Ploiești, este un cântăreț de manele din România.

## Biografie
Andrei Velcu s-a născut la 2 decembrie 1990, în Ploiești, unde a trăit și studiat în copilărie. Acesta a urmat cursurile liceale până în clasa a 10-a, ulterior dorind să urmeze o carieră în fotbal. Influențat de fratele său, Velcu a renunțat la ambiția de a deveni fotbalist și a ales o carieră în muzică. După mai mulți ani în formația lui Florin Salam, Velcu obține un succes inițial ca artist solo cu piesa Dale Dale în anul 2012.
Porecla de Țancă i-a fost dată de mama lui. Porecla de "uraganul" de Nicolae Guță. Artistul are și un frate ce activează în domeniul muzical ce are numele de scena Miraj Tsunami, numele de scena al acestora indicând faptul că cei doi sunt forte ale naturii.

## Activitate muzicală
Andrei Velcu a debutat în muzică sub numele de scenă Tzancă de la Ploiești. Și-a schimbat numele de scenă în Tzancă Uraganul după ce Nicolae Guță l-a numit uraganul muzicii în videoclipul melodiei Prin apă și foc am trecut în anul 2014. Succesul lui Tzancă a venit însă mai târziu, după asocierea cu producătorul Nek Music, piesele acestuia strângând milioane de vizualizări pe YouTube și pe alte platformele de streaming de muzică.
Stilul muzical al lui Tzancă a fost influențat de muzica lăutărească, de manelele anilor 1990 și 2000, dar și de muzica rap și trap. Tzancă a ajuns pe primul loc în topul Billboard pentru muzică din România în martie 2022 cu piesa Scoate-mă de la block.

## Viața personală
Fratele lui Andrei Velcu este, de asemenea, cântăreț de manele, interpretând sub numele de Miraj Tzunami. Artistul are doi copii: o fată numită Anaisa, născută în 2018, și un băiat pe nume Zlatea Andreas, născut în 2022. Anaisa Velcu a fost botezată de Florin Salam și partenera acestuia.
Tzancă a confirmat că a avut probleme cu consumul de droguri, dar că a renunțat la consumul de substanțe după anul 2019. În timpul pandemiei de COVID-19 s-a confruntat cu episoade de anxietate, pe care le-a depășit cu ajutorul unor servicii de psihoterapie. Velcu a mai menționat că perioada de pandemie a însemnat mai mult timp petrecut cu fata sa, Anaisa.

## Discografie

### Albume
- Noaptea Golanii (2021, Big Man)[23]

- Prieten Periculos (2020, Big Man)[24]

## Filmografie
- Romina, VTM (2023)